# Kristotomus laticeps
Kristotomus laticeps là một loài tò vò trong họ Ichneumonidae.